# Pisco (distillato)

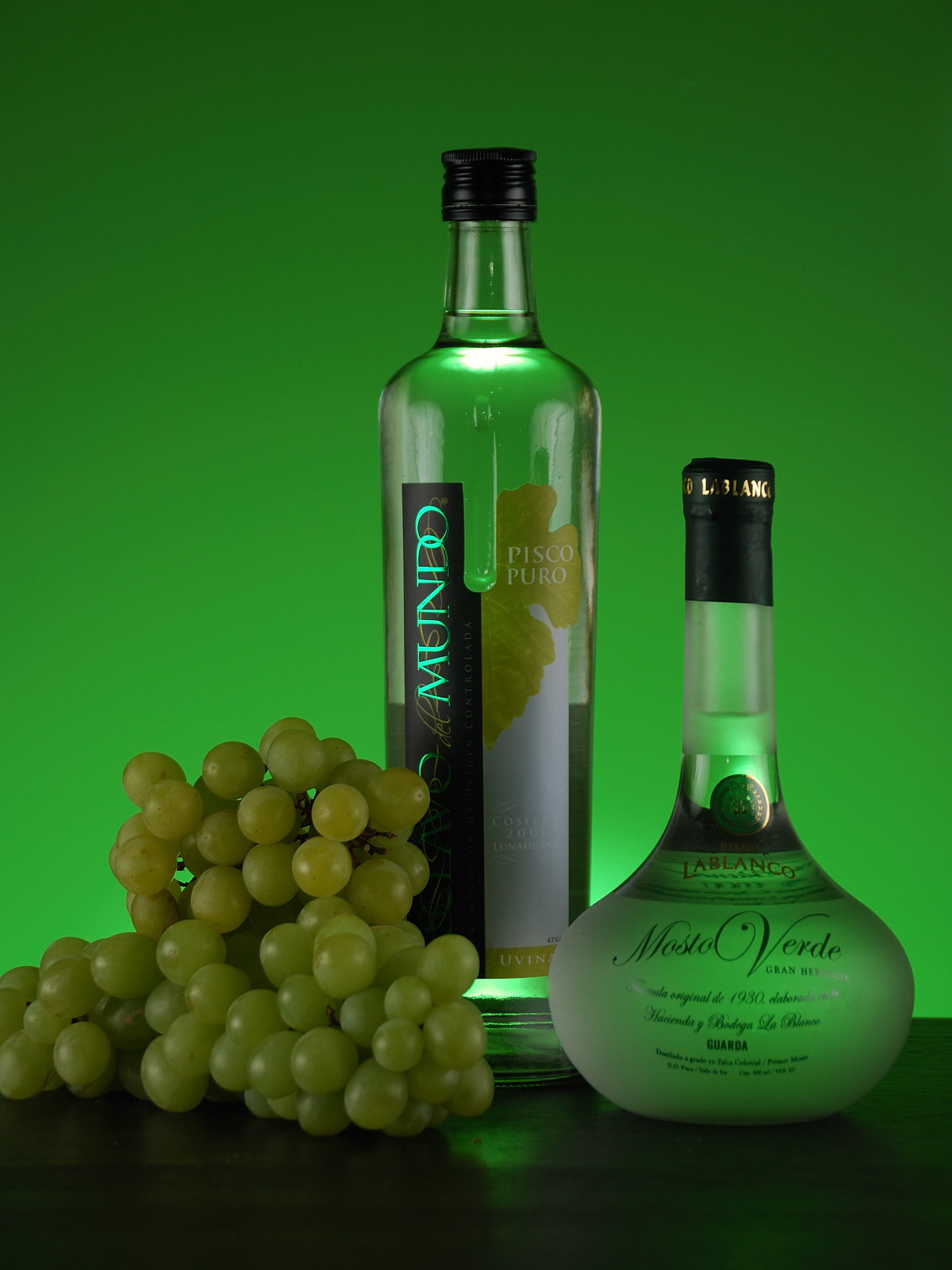
Un'immagine promozionale del pisco prodotto in Perù

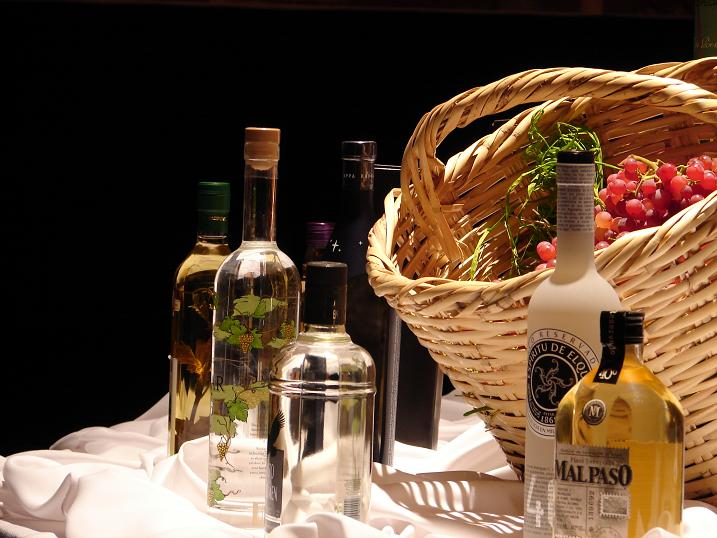
Un'immagine del pisco prodotto in Cile

Il pisco è un'acquavite prodotta in Perù, ricavata dalla distillazione di uva. È una bevanda nazionale in Perù.
Pur essendo un distillato di vino, non appartiene alla famiglia dei brandy perché non subisce invecchiamento.
L'Italia non riconosce tutela a questa denominazione per ragioni di commercio internazionale.

## Storia
Vicino a Lima si trova il porto peruviano di El Callao, del quale si narra che nell'Ottocento le navi mercantili non ripartissero senza aver fatto un buon carico di un'ottima acquavite della città di Pisco, che ha dato il nome a questo distillato.
Si vuole che l'uva dalla quale deriva fosse già coltivata al tempo degli Inca, ma l'ipotesi più credibile è quella avanzata nel 1595 dal mercante fiorentino Francesco Carletti, il quale sosteneva che l'uva fosse stata portata in Perù dagli spagnoli, dato che il loro vino non avrebbe resistito alla traversata dell'Atlantico per giungere in Sud America, o comunque i costi di trasporto sarebbero stati proibitivi.
Perù e Cile disputano sulla denominazione di origine, poiché i due paesi sudamericani sono entrambi produttori di pisco. Il Perù afferma che il distillato dev'essere considerato esclusivamente peruviano, essendo originario di Pisco (città che esisteva già prima della scoperta dell'America); il Cile non si oppone a questo argomento visto che tra i suoi confini esiste dal 1936 una città con il nome di "Pisco Elqui", ma pretende che il termine pisco sia riferito unicamente alla bevanda da lungo tempo prodotta anche nel loro paese. Il Regolamento (UE) n. 1065/2013 modifica una legge europea per riconoscere il “Pisco”, una bevanda alcolica peruviana, come indicazione geografica protetta. Ciò significa che il nome “Pisco” è protetto e può essere utilizzato solo per il prodotto originale del Perù, ma questa protezione non cambia il diritto del Cile di usare lo stesso nome per i suoi prodotti, secondo un accordo precedente. Il regolamento è stato adottato il 30 ottobre 2013 e si applica in tutti i paesi dell’Unione Europea.

## Metodi e zone di produzione

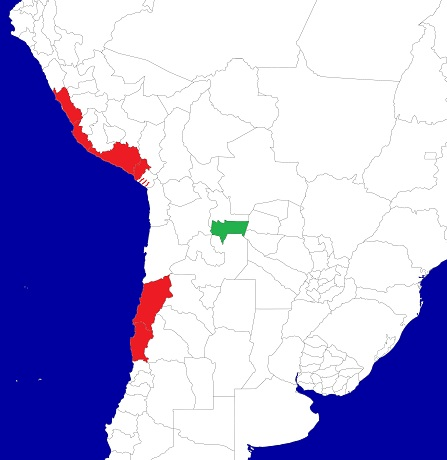
Zone di produzione del pisco peruviano e cileno (in rosso). In verde la zona di produzione del Singani, analoga acquavite prodotta in Bolivia.

### Pisco peruviano
Il pisco si distilla con alambicco continuo o discontinuo da vino di uva moscata chiamata anche Italia, e da altre uve, coltivate sia nella regione di Ica sia in altre aride valli costiere del Perù meridionale. La gradazione alcolica va dal 40 al 50 percento.

### Pisco cileno
In Cile il pisco viene prodotto nella zona centro-settentrionale del paese. Le zone di produzione si trovano lungo la costa oceanica.

## Classificazione e denominazioni

### Pisco peruviano
Le qualità prodotte si distinguono in quattro categorie:
- Pisco Puro (da uve non aromatiche)
- Pisco Aromatico (da uve aromatiche)
- Pisco Acholado (mescolanza dei due precedenti)
- Pisco Mosto Verde (da mosto a fermentazione incompleta)

## Usi e degustazione

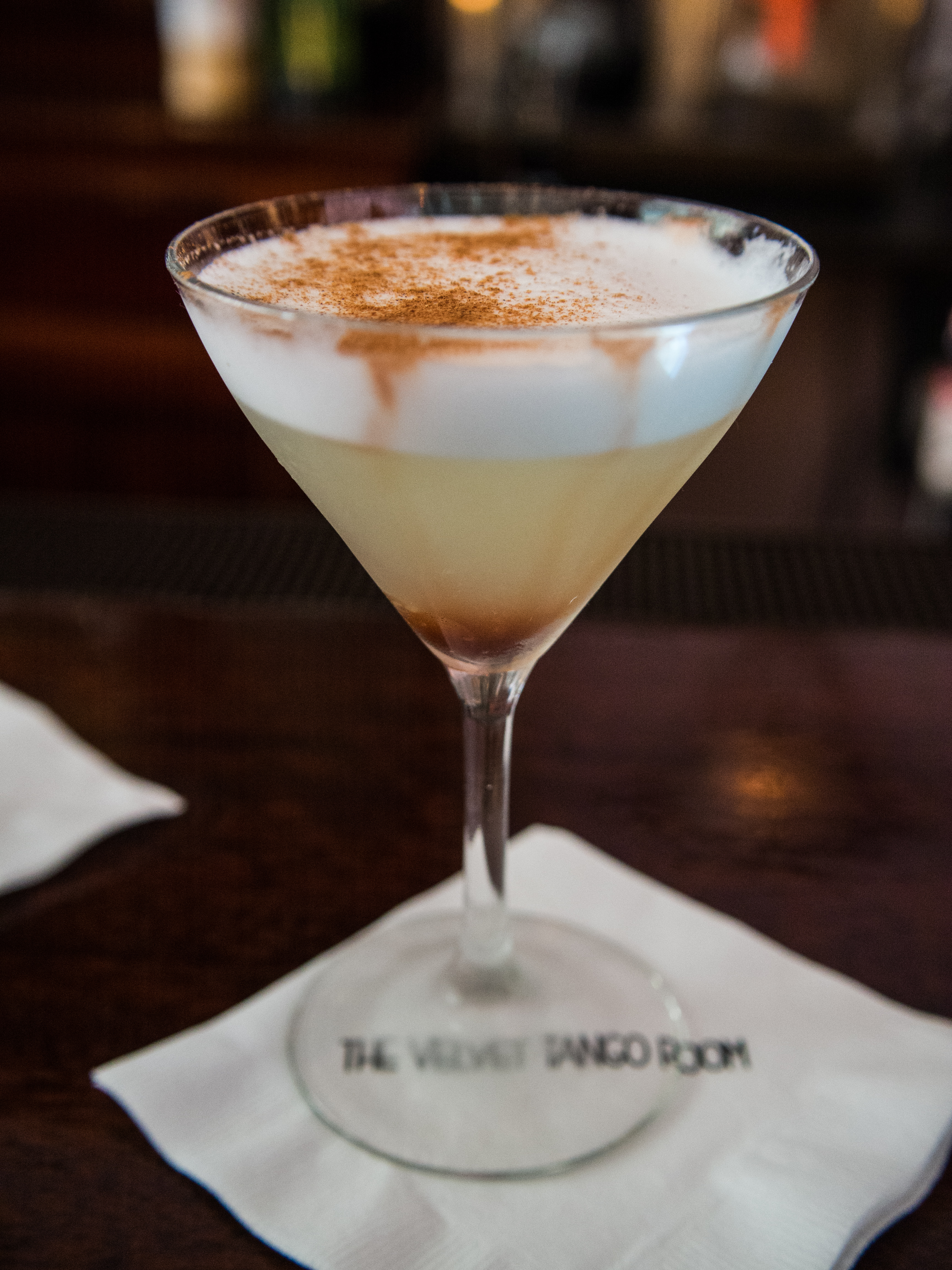
Pisco sour (cocktail)

La degustazione liscia del pisco viene detta trago corto, e consiste nel sorseggiarlo e trattenerlo in bocca qualche secondo prima della deglutizione, in modo da apprezzarne il bouquet.
Il pisco viene utilizzato anche nella preparazione di cocktail tra i quali il chalaquito e il più noto pisco sour; quest'ultimo prevede l'aggiunta di succo di lime, ghiaccio, sciroppo di zucchero e albume d'uovo.
Si usa anche mischiato alle bevande come la Coca-Cola col nome di piscola, diffusa in Cile soprattutto tra i ragazzi, e talvolta con la Sprite, che rendono il pisco più leggero e meno amaro.

## Cocktail
Il pisco viene anche usato per la preparazione di cocktail:
- Pisco sour - cocktail a base di pisco, succo di limone e sciroppo di zucchero
- Chilcano de pisco - cocktail a base di pisco, qualche goccia di angostura e ginger ale[4]
- Chalaquito - cocktail a base di pisco, succo di limone, sciroppo di zucchero e soda.
- Pisco punch - cocktail a base di pisco, sciroppo di zucchero, succo d'ananas e succo di lime[5]

## Consumo
Fra i consumatori noti di pisco vi erano Orson Welles e John Wayne.